# هاندلي بيج حيدر أباد
هاندلي بيج حيدر أباد (بالإنجليزية: Handley Page Hyderabad)‏ هي قاذفة قنابل أنتجت في بريطانيا. من صناعة هاندلي بيج. كانت تستخدم بشكل أساسي من قبل سلاح الجو الملكي. كان أول طيران لها في 23 أكتوبر 1923. دخلت الخدمة في 1925، انتهت خدمتها في 1933. صنع منها 44 طائرة.